# فرودگاه استراتمور (دی. جی. موری)
فرودگاه استراتمور (دی. جی. موری) (به انگلیسی: Strathmore (D.J. Murray) Airport) یک فرودگاه همگانی است که یک باند فرود آسفالت دارد و طول باند آن ۱۲۴۰ متر است. این فرودگاه در کشور کانادا قرار دارد و در ارتفاع ۹۴۴ متری از سطح دریا واقع شده است.